# Сэйнэн

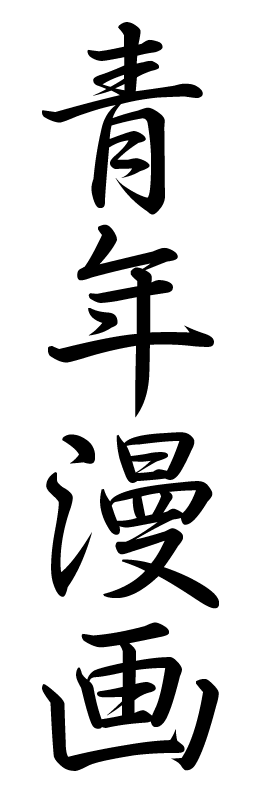
Термин 青年漫画 «сэйнэн-манга», записанный иероглифами (кандзи).

Сэйнэн (яп. 青年, «молодой») — аниме и манга, рассчитанные на молодых мужчин от 18 лет и старше. Манга этого типа публикуется в специализированных сэйнэн-журналах (аудиторию определяют сами издатели). В редких случаях произведение в жанре сэйнэн нацелено на категорию бизнесменов в возрасте до 40 лет. Хотя это сравнительно недавнее явление в мире манги, сэйнэн-журналы на 2007 год занимали 37 % рынка.

## Тематика и жанры
Сэйнэн характеризуется более сложными сюжетами и «взрослыми» темами, чем работы для мальчиков (сёнэн), может содержать сатиру, эротические или кровавые сцены. Сюжетно и идеологически они похожи, разница заключается в возможностях, которые имеет данный жанр благодаря ориентации на более взрослую аудиторию. Больше внимания уделяется развитию сюжета и развитию образов и характеров персонажей, меньше — битвам, потому материал зачастую более проработан. К сэйнэну относится множество работ, получивших известность как раз благодаря глубине и зрелости — Полиция будущего, Доходный дом Иккоку, Призрак в доспехах. Затрагиваются необычные темы, например, к сэйнэну относятся спортивная манга Real о баскетболе для инвалидов; Bambino! о кулинарии; Волчица и пряности о мире торговли и товарно-денежных отношений.

## Журналы сэйнэн-манги в Японии
Сэйнэн-манга публикуется в специальных журналах, рассчитанных на мужскую аудиторию.
| Название           | Тираж (данные 2004 года) | Тираж (данные 2005 года) | Тираж (данные 2006 года) | Тираж (данные 2007 года) | Тираж (данные 2009 года) | Первый номер |
| ------------------ | ------------------------ | ------------------------ | ------------------------ | ------------------------ | ------------------------ | ------------ |
| Morning            | 584 167                  | 462 979                  | 437 232                  | 386 750                  | 364 398                  | 1982 год     |
| Young Magazine     | 1 044 489                | 1 012 209                | 998 198                  | 914 584                  | 857 013                  | 1980 год     |
| Young Jump         | 1 136 666                | 1 081 459                | 1 006 875                | 920 834                  | 852 938                  | 1979 год     |
| Ultra Jump         | 370 000                  | 357 917                  | 355 417                  | 339 167                  | 317 917                  | 1986 год     |
| Business Jump      | 416 875                  | 376 667                  | 375 208                  | 356 667                  | 328 125                  | 1985 год     |
| Big Comic          | 677 916                  | 627 083                  | 580 750                  | 512 667                  | 487 834                  | 1968 год     |
| Big Comic Original | 1 030 000                | 958 958                  | 905 500                  | 819 334                  | 791 917                  | 1972 год     |
| Big Comic Spirits  | 460 354                  | 416 625                  | 394 042                  | 360 750                  | 303 917                  | 1980 год     |
| Big Comic Superior | 370 400                  | 339 000                  | 318 959                  | 262 000                  | 240 209                  | 1987 год     |
| Young Animal       | 201 083                  | 201 209                  | 196 334                  | 186 167                  | 168 667                  | 1989 год     |
| Comic Ran          | 191 201                  | 200 975                  | 204 230                  | 214 985                  | 213 605                  |              |

## Примеры работ
- Акира[10]
- Apollo's Song[11]
- Aria[12]
- Black Lagoon[12]
- Detroit Metal City[11]
- Дневник моих исчезновений[12]
- Gantz[12]
- Golgo 13[4]
- Kozure Okami[4]
- Black God[11]
- Me and the Devil Blues[12]
- Monster[4]
- Moyashimon[11]
- MPD-Psycho[13]
- Знаток муси[13]
- Странники[14]
- Pluto: Urasawa x Tezuka[11]
- Quest for the Missing Girl[12]
- The Yagyu Ninja Scrolls[13]
- Uzumaki[11]
- 3×3 Eyes[10]
- ×××HOLiC[10]
- Берсерк[15]
- Сага о Гуине[13]